# Schwarzweißfotografie

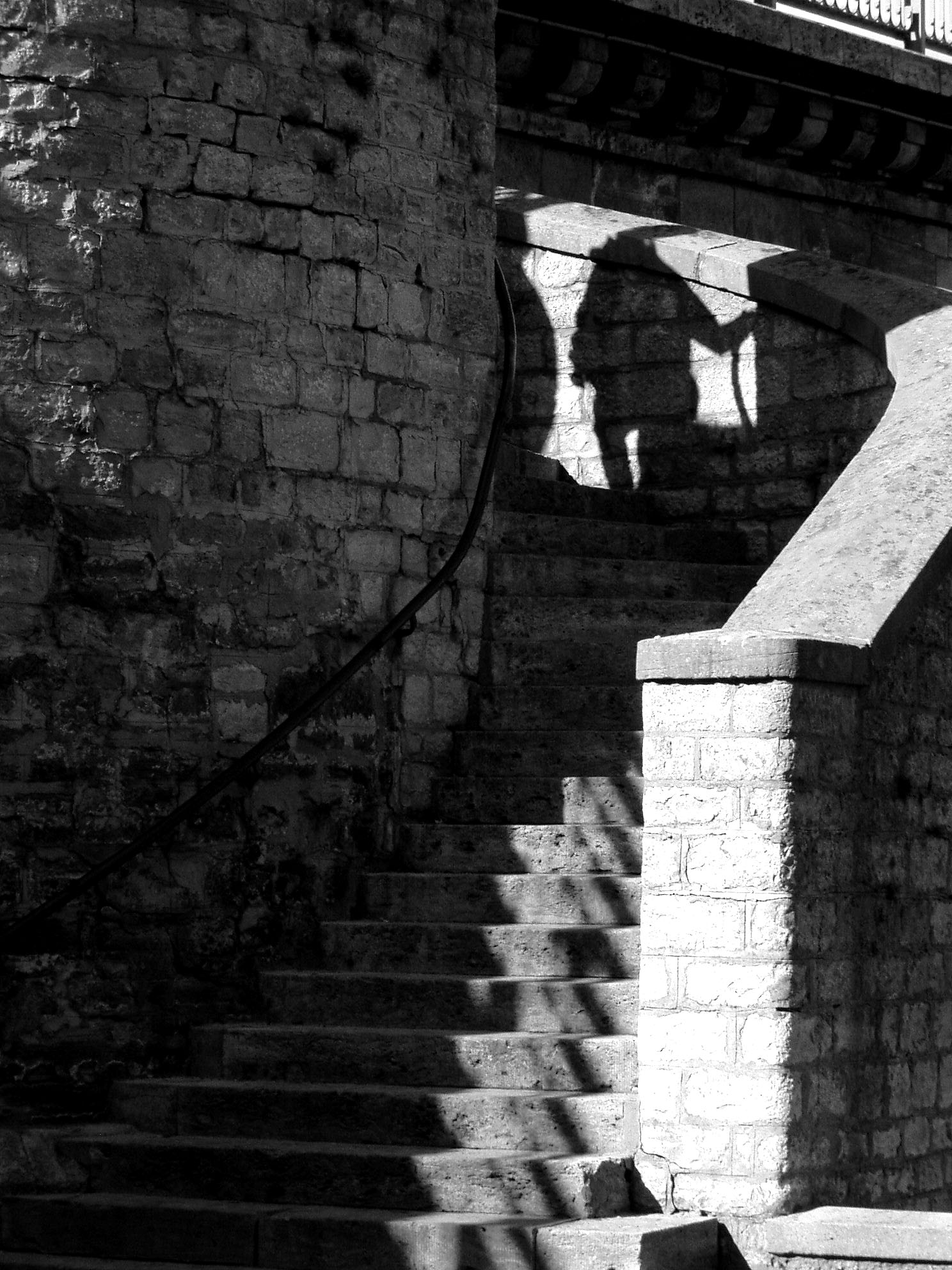
Schattenspiel in Schwarzweiß

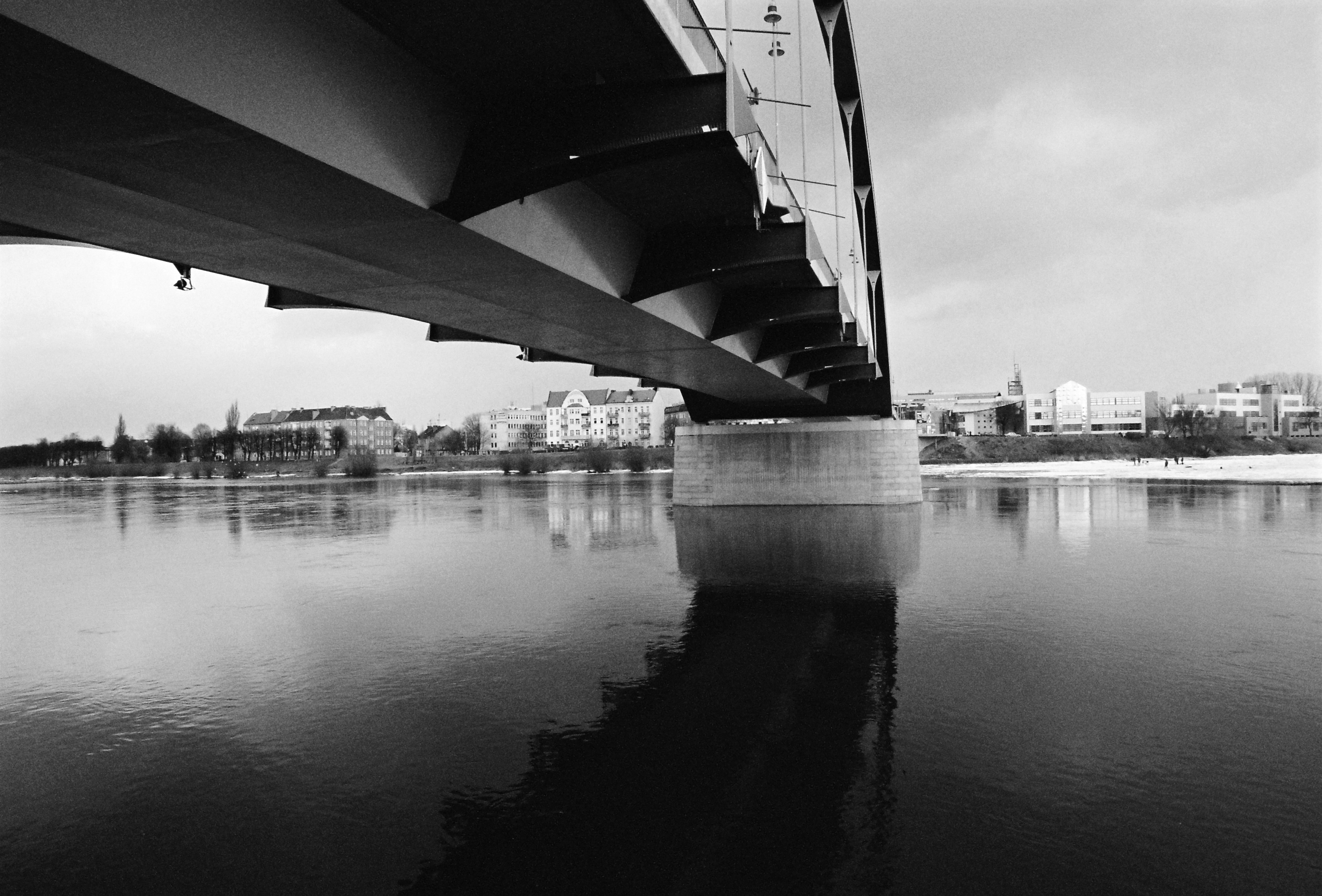
Stadtbrücke Frankfurt (Oder)

Schwarzweißfotografie ist eine besondere Kategorie der Fotografie, bei der die realen Farbhelligkeitsnuancen von Objekten in einem bildgebenden Verfahren in unbunten Grauwertabstufungen, einschließlich der Extremwerte Schwarz und Weiß, auf einem Bildspeicher fixiert werden. Ursprünglich sprach man von einem Graustufenfoto. Vor Aufkommen der Farbfotografie hatte das Schwarzweißverfahren keinen Namen, mangels Alternativen sprach man allgemein von Fotografie.
Die lichtabhängigen chemischen Veränderungen einer beschichteten Oberfläche und deren Nutzung als Bildspeicher bezeichnet man heute oft als „analoge“ Fotografie, um sie von digitalen Bildaufzeichnungsverfahren abzugrenzen. Die Digitalfotografie verbindet fotoelektrische Methoden der Bilderfassung mit Speichertechniken der elektronischen Datenverarbeitung. Neben den verschiedenen Silberbildverfahren und der modernen digitalen Bildaufzeichnung werden auch Kombinationen beider Methoden verwendet.
Alle fotografischen Verfahren aus der Pionierzeit der Fotografie gehören in die Gattung der „analogen“ Schwarzweißfotografie. Aufgrund einer einfachen Vervielfältigungsmethode setzte sich im Jahr 1871 der fotochemische Silberbildprozess mit beschichteten Trägerplatten aus Glas endgültig durch und entwickelte sich in kurzer Zeit zum ersten massenhaft verbreiteten Bildmedium der Kulturgeschichte.

## Anliegen und Stil
Mit der besonderen Fähigkeit zur minimalistischen Motivabstraktion eignet sich das Schwarzweißverfahren besonders zur künstlerischen Intensivierung einer Bildaussage im Sinne der Künstlerischen Fotografie. Gerade in Zeiten allgegenwärtiger „bunten Bilder“, die sich ab den 1970er Jahren massiv durchsetzten, ist diese Teildisziplin für viele Fotografen das Ausdrucksmedium ihrer Wahl, wobei sich die grundlegenden fotografischen Problemstellungen kaum von denen der Farbfotografie unterscheiden. Anliegen der Schwarzweißfotografie ist die Reduktion auf Strukturen, Licht und Schatten und die Abstraktion.
Nur in einer entscheidenden Einzeldisziplin gibt es zwischen beiden Gattungen einen unvereinbaren Gegensatz: Zentraler Gestaltungsfaktor eines guten fotografischen Schwarzweißbildes ist das Motiv und dessen wirkungsvoll inszenierte formale Grauwert-Dynamik, in der Farbfotografie treten an diese Stelle die Gestaltungsmöglichkeiten der Kategorie Farbe, wobei Beobachten, Erkennen und Bewerten von fotogenen Farbvaleurs und deren fotografische Umsetzung gänzlich andere Anforderungen an den Fotografen stellen als das primär formale Denken in Helligkeitsnuancen und ihre ausdrucksstarke Umsetzung in grafisches Schwarzweiß.

## Anwendungen
Die herkömmliche Schwarzweißfotografie hat heute ihre einstige Bedeutung verloren und spielt nur noch in besonderen Randbereichen eine Rolle: in der Astrofotografie und anderen Bereichen der wissenschaftlichen Fotografie, in speziellen Anwendungen wie der Verkehrsüberwachung, in der Langzeitarchivierung, in der künstlerischen Fotografie sowie für Hochgeschwindigkeitsaufnahmen.

## Technisches Prinzip
Bei fast allen Verfahren der filmbasierten Schwarzweißfotografie wird eine lichtempfindliche Schicht, die üblicherweise aus winzigen Silberhalogenidkristallen in einer Gelatineschicht besteht, auf ein transparentes Trägermaterial (Glasplatten, Zelluloidfilm, Nitrofilm, Acetatfilm, Polyesterfilm) aufgebracht und anschließend in einer lichtdichten Kamera mit Hilfe von optischen Linsen bzw. Lochblenden belichtet – dabei speichert die fotografische Substanz die verschiedenen Lichtintensitäten durch eine davon ausgelöste Aktivierung der atomaren Strukturen, es entsteht ein latentes Bild. Dieses zunächst unsichtbare Bild wird anschließend unter Ausschluss störender Lichteinflüsse mit einem Entwickler, der als chemisch aktive Substanz ein Reduktionsmittel enthält, sichtbar gemacht (Entwicklung), wobei die Silberhalogenide in den belichteten Bildpartien proportional zum Ausmaß der Lichtintensität zu feinverteiltem, elementarem Silber reduziert werden. Beim folgenden Fixieren wird das überschüssige lichtempfindliche Silberhalogenid entfernt und somit eine unerwünschte weitere Schwärzung verhindert. Die im Ergebnis vorliegende Schwärzungsverteilung der fixierten fotografischen Emulsion entspricht im Normalfall der Umkehrung der Helligkeitswerte des fotografierten Objekts, das fotografische Abbild ist ein Negativ.
Zur notwendigen Umkehrung der Helligkeitswerte erzeugt ein zweiter Strahlengang mit Hilfe einer Kontaktbelichtung oder Projektion mittels eines Vergrößerungsgeräts auf lichtempfindlichem Material ein latentes positives Bild, das wiederum über Entwicklung und Fixierung das fertige fotografische Aufsichtbild entstehen lässt.
Mit Hilfe spezieller Entwicklungsverfahren (Umkehrentwicklung) lässt sich die Tonwertverteilung auch umkehren, das Bildresultat entspricht dann einem positiven Aufsichtbild oder einem für die Projektion geeigneten Diapositiv.
Alternativ existieren chromogene Schwarzweißfilme, die wie ein monochromer Farbnegativfilm arbeiten und überall im standardisierten C-41-Farbprozess entwickelt werden können.

## Geschichte
Die Erfindung der Bilderzeugung mithilfe eines informationsübertragenden Automaten war an zwei grundlegende Voraussetzungen gebunden, die schon sehr lange bekannt waren, deren experimentelle Verbindung aber erst die Brüder Nièpce in die Tat umsetzten: das optische Prinzip der Camera obscura und die Wirkungen des Lichts auf lichtempfindliche Substanzen. Nach dem Tod seines Bruders Claude gelang Joseph Nicéphore Nièpce nach vielen Jahren des unermüdlichen Forschens erstmals das direkte Erzeugen und dauerhafte Speichern von Bildern in schwarzweißen Helligkeitsabstufungen.

### Heliografie

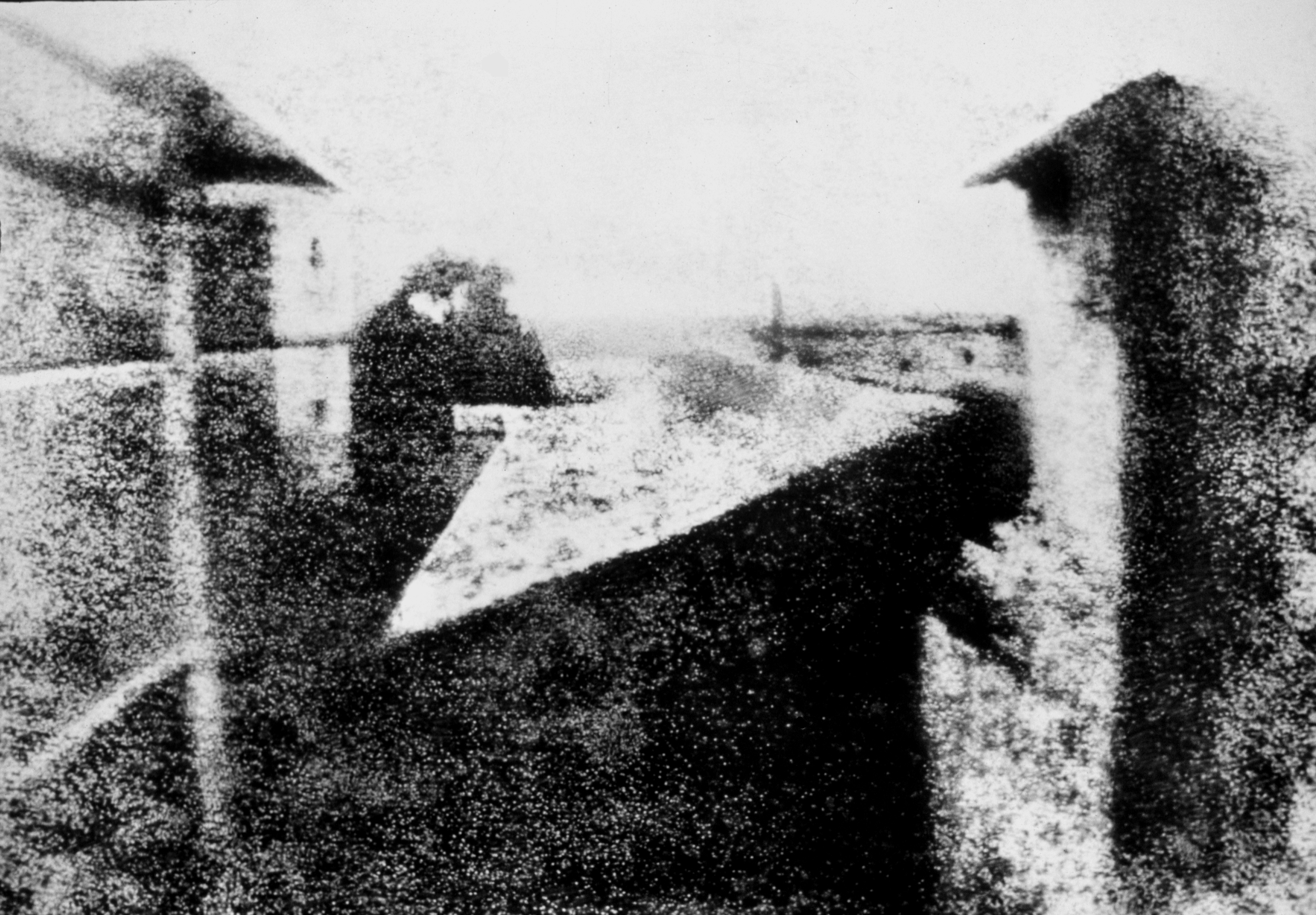
Blick aus dem Arbeitszimmer, Heliografie mit ölbehandeltem Asphalt auf Zinn

Die Heliografie als erstes mechanisches Bildspeicherverfahren wurde 1826 von dem Autodidakten Joseph Nicéphore Nièpce mit einer Camera obscura und lichtempfindlichem Asphalt als Bildspeicher erfunden. Diese ersten Heliografien erforderten eine Belichtungszeit von rund acht Stunden und ließen an Kontrast und Deutlichkeit sehr zu wünschen übrig.

### Daguerreotypie

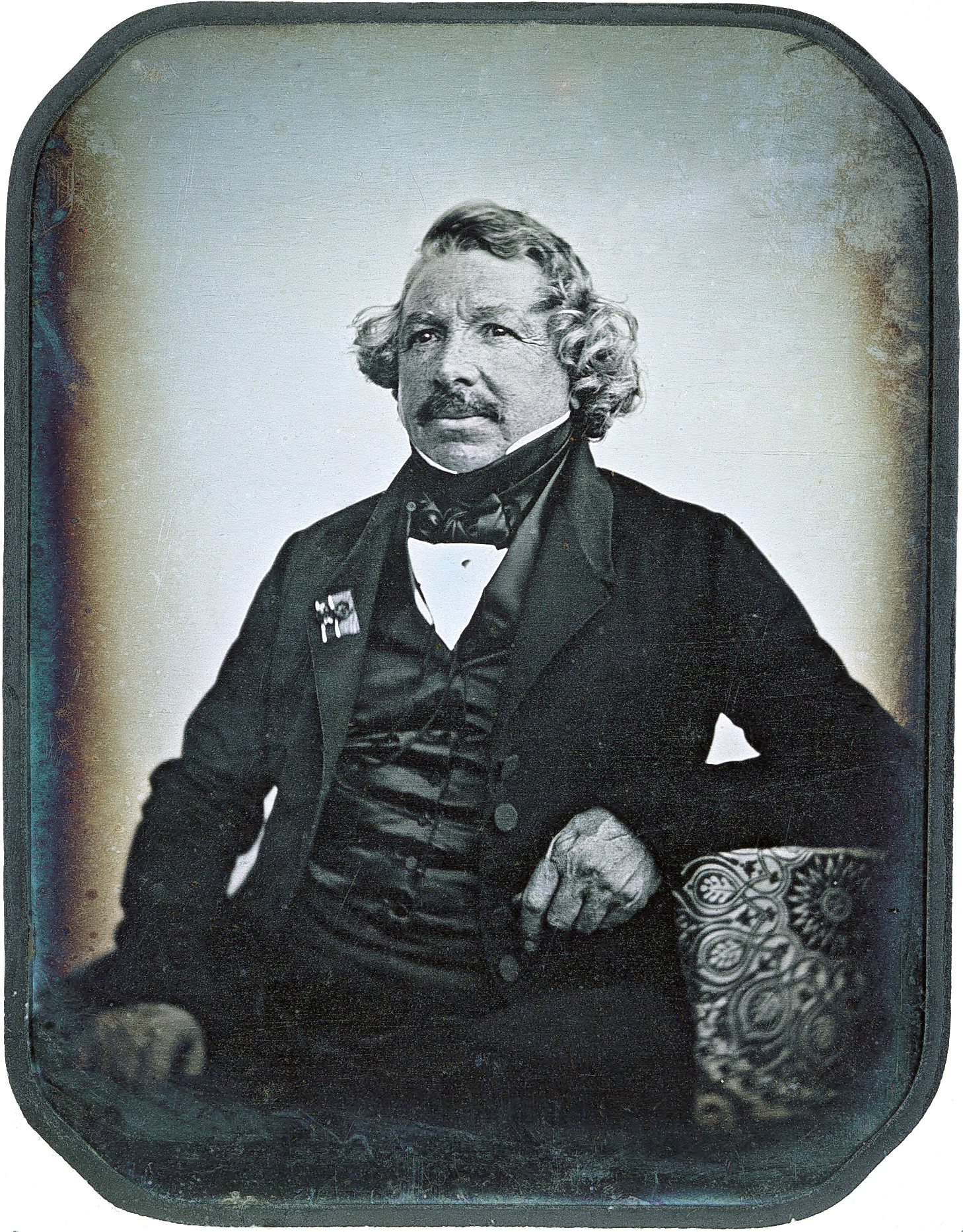
Louis Daguerre auf einer nach ihm benannten Daguerreotypie im Jahr 1844.

Der 19. August des Jahres 1839 gilt als die eigentliche Geburtsstunde der Fotografie: Der Maler und Theaterdekorateur Louis Jacques Mandé Daguerre stellte sein weiterentwickeltes photomechanisches Verfahren der Pariser Öffentlichkeit vor, das er selbst als Daguerreotypie bezeichnete.
Die Daguerreotypie war das erste praxistaugliche Fotografieverfahren und wurde Ende der 1830er Jahre entwickelt. Die entstandenen Bilder waren qualitativ hochwertig, hatten aber als positive Aufsicht-Unikate den Nachteil, nicht kopierfähig zu sein.
Die Bilder entstanden auf versilberten Kupferplatten, die mit Jod- bzw. Bromdämpfen sensibilisiert wurden. Nach der Belichtung der Platte in der Kamera gelang es Daguerre, die negativen Tonwerte mithilfe von Quecksilberdampf umzukehren, der sich auf den belichteten Partien niederschlägt.
Trotz der umständlichen Prozedur und der nicht unerheblichen Kosten der Platten setzte sich die Daguerreotypie wegen ihrer beachtlichen Resultate durch und galt als zuverlässiges fotografisches Verfahren.

### Kalotypie/Talbotypie
1840 entwickelte der Engländer William Henry Fox Talbot ein Verfahren, dem er den Namen Kalotypie gab. Als Bildträger diente ein mit Silbernitrat, Essig- und Gallussäure präpariertes Papier. Nach der Belichtung in der Camera obscura erfolgte die Entwicklung mit Silbergallonitrat und das Auswaschen der Sensibilisierungs-Substanzen mit Natriumthiosulfat. Da es sich beim entstandenen Bild um ein Negativ handelte, ließen sich in einem Umkehrprozess beliebig viele Positivabzüge machen.
Das monochrome, körnige Bildresultat stand einer Lithographie oder einer Zeichnung viel näher als die kontrastreiche und hochpräzise Abbildungsqualität einer guten Daguerreotypie.
Der Naturwissenschaftler Talbot ließ sich sein Verfahren patentieren, verlangte Lizenzgebühren und verfolgte rigoros Patentverletzungen, was eine Weiterentwicklung stark einschränkte und die Erfindung anderer Verfahren wie Kollodium- und Gelatineplatten provozierte.

### Kollodium-Nassplatte
Der Engländer Frederick Scott Archer entwickelte 1851 das „wetplate process“-Verfahren, mit dem sich im günstigsten Fall immerhin Belichtungszeiten von etwa einer Sekunde erreichen ließen. Hierzu wurde Kollodium (in Salpetersäure behandelte Zellulose wird in Äther und Alkohol gelöst) mit Kaliumjodid „jodiert“ und anschließend völlig gleichmäßig auf einer Glasplatte verteilt. Mit einer Silbernitratlösung wurde die beschichtete Platte lichtempfindlich gemacht und mit einer Plattenkamera sofort belichtet. Auch hier war das entstandene Produkt ein Negativ, von dem ein Kontaktabzug im Kopierrahmen angefertigt werden musste – was Fox Talbot, dem Patentinhaber der Kalotypie, zu einer gerichtlichen Auseinandersetzung gegen Scott Archer veranlasste, bei der er 1854 letzten Endes unterlag – der freien Verwendung des Glasnegativs standen somit auch juristisch keine Hindernisse mehr im Weg. In Europa setzte sich das Glasnegativ in den folgenden Jahren auf breiter Front durch.
Im Gegensatz zum deutlich „malerischen“ Charakter der Kalotypien zeichnete sich das neue Verfahren durch exakte Abbildungsschärfe aus und ähnelte somit der präzisen Bildästhetik einer Daguerreotypie.

### Gelatine-Trockenplatte
Der englische Arzt Richard Leach Maddox entdeckte 1871 die Vorteile einer Gelatine-Bromsilber-Suspension und war mit seiner Erfindung der von ihm entwickelten Bromsilber-Gelatine-Trockenplatte einer der Wegbereiter der modernen Silberfotografie.
Die Gelatine-Trockenplatten ermöglichte den Vorgang der Aufnahme ohne die sonst notwendige Nasschemie mitsamt einer entsprechenden Dunkelkammer für die Sensibilisierung des Bildträgers – obendrein waren sie lichtempfindlicher als Kollodiumplatten und trugen ganz erheblich zur Vereinfachung und Verbreitung des fotografischen Handwerks bei, was wiederum zu einer beginnenden industriellen Massenfertigung führte.
Das Gelatine-Trockenplatten-Verfahren war von etwa 1871 bis ins 20. Jahrhundert das gebräuchliche fotografische Verfahren. Es wurde vom fotografischen Film abgelöst.

### Zelluloid-Filme
1868 erfand der Amerikaner John Wesley Hyatt das Zelluloid, das wegen seiner Transparenz und Flexibilität nach und nach als Schichtträger die bruchempfindlichen Glasplatten ablöste und den Grundstein für die moderne Filmtechnik legte.
Der amerikanische Geistliche Hannibal Goodwin ist der Erfinder des Rollfilms auf Zelluloid-Basis, der 1889 patentiert wurde. Er führte einen jahrelangen Rechtsstreit um die Patent-Priorität mit George Eastman, dem Gründer der Firma Kodak, die ihm erst 1898 zugesichert wurde.

### Zelluloseazetat
Der feuergefährliche Zelluloidfilm wurde bereits 1901 erstmals durch das Trägermaterial Zelluloseazetat ersetzt, seit 1908 wird dieses in Großserie hergestellt und bildet die Grundlage des modernen Sicherheitsfilms (safety film). Die Produktion des Zelluloid-Trägermaterials wurde zum Ende des Jahres 1950 eingestellt, bis auf die danach noch verarbeitete und verkaufte Lagerware verschwand es gänzlich vom Markt. Eine leichte Entflammbarkeit von Filmen hält sich dagegen noch bis heute als Gerücht.

## Unterschiede zur Farbfotografie

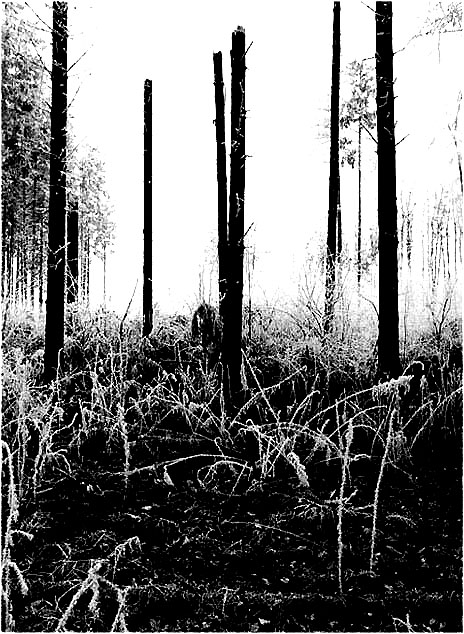
Grafischer Effekt durch harte Papiergradation

Durch die „Übersetzung“ der farbigen Realität in die reduzierte Dimension der Grauwerte und ihre extremen Ausprägungen Schwarz und Weiß schafft sich die Schwarzweißfotografie ihre eigene abstrahierende Bildästhetik, die in vielerlei bildgestalterischen Aspekten andere Ansprüche an den Fotografen stellt als die primär mit der Farbe arbeitende Farbfotografie: Kontrast- und Helligkeitsnuancen und ihre grafischen Beziehungen zueinander sind die zentralen Gestaltungskategorien des Schwarzweißfotografen – sie setzen einerseits ein spezielles fotografisches Sehen voraus, andererseits eine besondere fotografisch-handwerkliche Technik, die eigentlich nur jenseits jeglicher Standardisierung angemessene Bildresultate ermöglicht.
Der berühmte amerikanische Fotograf Ansel Adams (1902–1984) fotografierte nahezu ausschließlich in Schwarzweiß, er bevorzuge dieses Genre, weil er bei dem Prozess (über das Zonensystem) eine größere Kontrolle habe. „Eigentlich“, so Adams, „mag ich die Farbfotografie nicht besonders. Das ist nicht mein Fall.“
Die Herstellung einer nasschemischen Schwarzweißfotografie im Heimlabor ist bei normalen Ansprüchen kein allzu schwieriger Prozess, der zudem weitaus weniger apparativen Aufwand erfordert als die Arbeit im Farblabor.
Ein besonderer Vorteil ergibt sich aus der Tatsache, dass für das Schwarzweißbild eine Fülle unterschiedlich nuancierter fotografischer Papiere auf dem Markt existieren, die ein genaues Reagieren auf technische Einzelheiten und fotografische Zielvorstellungen ermöglichen.
Abgesehen von den Gruppierungen PE-Papier (kunststoffbeschichtet) und Barytpapier (Kartonträger), unterscheiden sich die Papiere vornehmlich in den folgenden Bereichen:
- Gradation – die Gradation von fotografischen Papieren oder Filmen beschreibt ihre Fähigkeit, die unterschiedlichen Helligkeitswerte von Objekten in entsprechenden Schwärzungsdichten wiederzugeben, wobei die Skala von sehr weich nuancierten bis ultra harten Materialien für extreme Effekte reicht, bei denen man kaum noch Grautöne in den Schwärzungszonen findet – obendrein gibt es die Festgradationspapiere mit jeweils einer einzigen Gradation sowie die Multi-Grade-Papiere, die eine Gradationssteuerung von weich bis hart über die Lichtfarbe des Vergrößerers ermöglichen.
- Farbe – neben weißem Papierträger gibt es leicht warme bis stark chamois gefärbte Nuancen.
- Oberfläche – Hochglanz, matt, tiefmatt, Seidenglanz, stumpfmatt, gerastert
- Grammatur – die flächenbezogene Masse reicht von fast papierdünn (135 g/m²) bis hin zu extra dickem Karton (260 g/m²)
- Schwärzungston – von Warmschwarz bis Kaltschwarz

Durch verschiedene Arten der Trocknung sind außerdem interessante Effekte möglich, einige Papiere kann man auf Leinen trocknen, sie nehmen dann die Struktur des Stoffes an. Werden glänzende Papiere nicht auf der Hochglanzfolie der Trockenmaschine, sondern an der Luft getrocknet, bekommt man einen matten Glanz.
Die Bedeutung der Schwarzweißfotografie im Massengeschäft ist in den letzten Jahrzehnten erheblich zurückgegangen. Eine Ausnahme sind die chromogenen Schwarzweißfilme, die im Prozess C-41 entwickelt werden. Dies ist der heute übliche Prozess für Farbbilder, die Laborbetriebe unterscheiden diese Filme nicht von Farbfilmen.

## Konfektionierung von Schwarzweißfilmen
Als Konfektionierung bezeichnet man in der Fotografie das Aufnahmeformat und die Handelslänge von fotografischem Filmmaterial.
Marktbeherrschende Anbieter von Schwarzweißfilmen sind heute nach wie vor die Firmen Kodak sowie Ilford, welche klassische Filme und C-41-Filme herstellen (Einteilung der SW-Negativ Filme von Ilford). In Osteuropa, China und Russland werden ebenfalls in nennenswertem Umfang Schwarzweißfilme produziert, die aber überwiegend auf deren Binnenmarkt Verwendung finden. Fast der gesamte Markt der Billig- oder Firmenlabel-Filme wird bei Ilford produziert.
Gebräuchlich sind heute fast ausschließlich noch Kleinbildfilme (35-mm-Filme, Format 135), Rollfilme sowie Planfilmmaterial, das vorwiegend dem Bereich der professionellen Fotografie vorbehalten ist. Schwarzweißfilme halten sich bei gekühlter Lagerung mehrere Jahre über das Verfallsdatum hinaus, man muss aber mit einer Verflachung der Gradation, einer Abnahme der Filmempfindlichkeit und einer Zunahme des Grundschleiers rechnen.

### Rollfilme

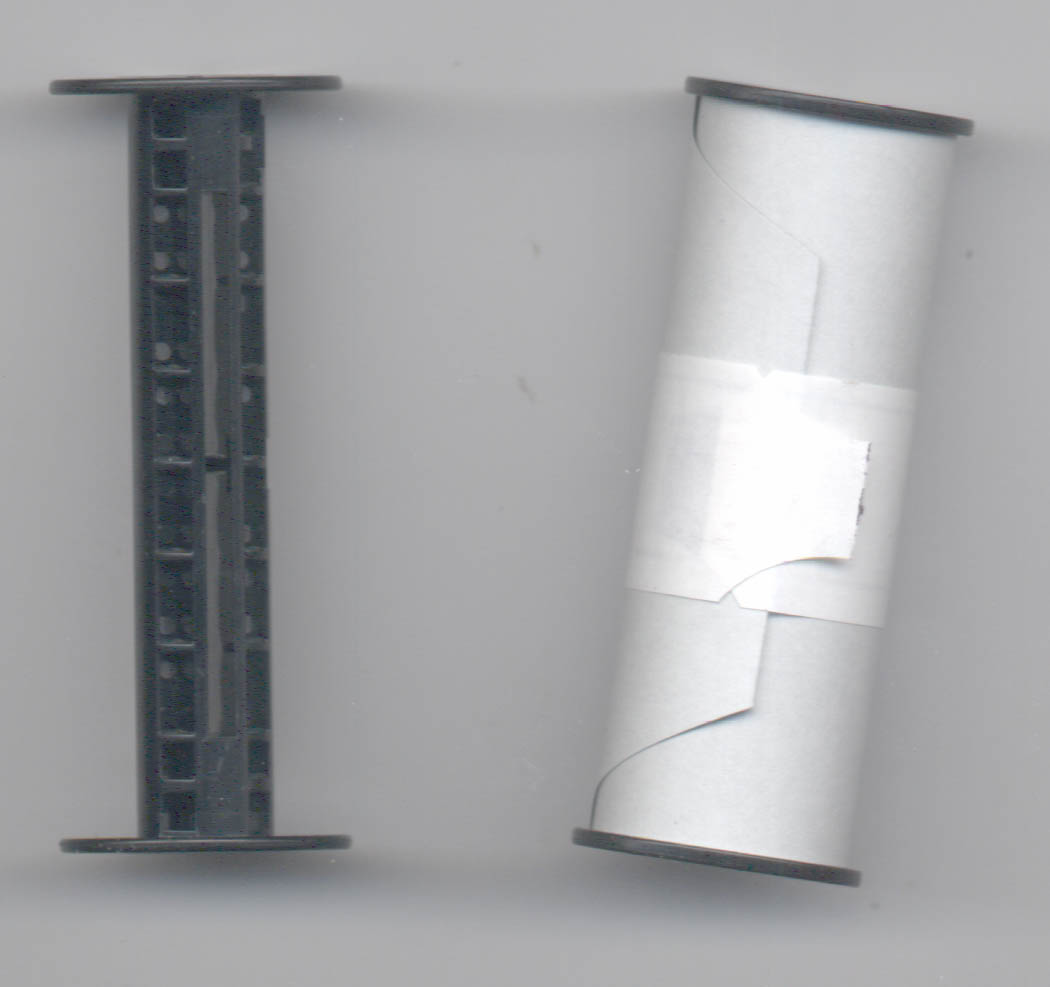
Leere und volle Rollfilmspule

Mit der Einführung der Rollfilme war es erstmals möglich, Negativmaterial bei Tageslicht zu wechseln. Bis dahin war die Bestückung der Kamera mit lichtempfindlichem Material nur in der Dunkelkammer möglich.
Klassischer Rollfilm ist der 120er Film, der mit einer Bildbreite von 60 mm für verschiedene Längenformate auch heute noch den Standard setzt für die professionelle Studio-Fotografie. Längenformate mit dem 120er Film sind 45 mm (Mamiya und Pentax), 60 mm quadratisch (im Wesentlichen Rolleiflex, deren Nachbauten, Pentacon SIX und Hasselblad) sowie 90 mm (selten, diverse Hersteller).
Die Nummerierung der Rollfilmformate geht auf den amerikanischen Filmhersteller KODAK zurück, der seit 1895 die unterschiedlichsten Rollfilmformate fertigte und ihnen aus Gründen der Übersichtlichkeit Nummern zuordnete, die mit der Zahl 101 für den ältesten Rollfilm 9 × 9 cm (31/2 × 31/2 inch) begannen. Der 120er Rollfilm erschien im Jahr 1901 für das Aufnahmeformat 21/4 × 31/2 inch (6 × 9 cm) und ist seit über 100 Jahren immer noch lieferbar. Dieser Film besitzt ein durchgehendes rückseitiges Lichtschutzpapier, das einerseits den eigentlichen Filmstreifen vor Lichteinfall schützt und andererseits bei einfachsten Kameras ohne Bildzählwerk und Filmtransportgetriebe mithilfe aufgedruckter Bildnummern über ein rot eingefärbten Bildfenster in der Kamerarückseite sowohl Bildzahl als auch die korrekte Positionierung des Filmstreifens vor der Bildbühne sichtbar macht.
1965 erschien die von vielen Berufsfotografen geforderte Langversion des 120er Rollfilms, der 220er Film mit doppelter Filmlänge. Da der Filmstreifen auf die genormte 120er Rollfilmspule passen musste, wurde zur Reduzierung des Wickeldurchmessers lediglich am Anfang und am Ende ein kurzer Papierstreifen als Lichtschutz eingesetzt. Dadurch beschränkte sich die Verwendungsmöglichkeit dieses Filmmaterials auf spezielle Kameratypen mit umschaltbarem Bildzählwerk und Filmtransportgetriebe, die vorwiegend im professionellen Bereich zu finden waren.

### 35-mm-Filme

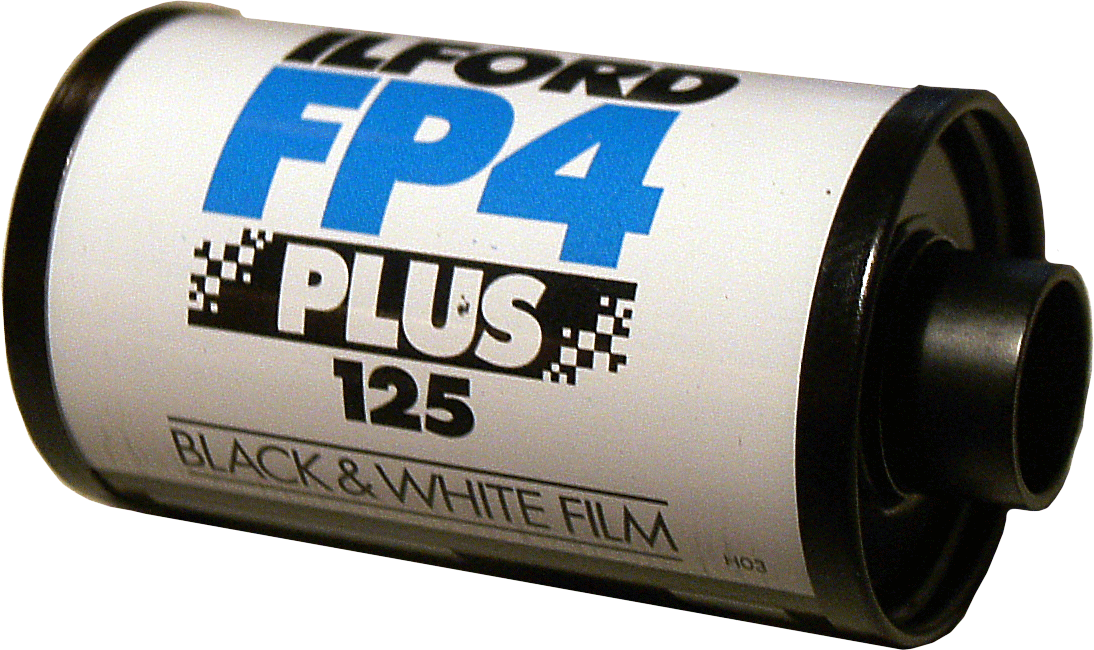
Filmpatrone Format 135 (35 mm)

Film als Meterware, vorgestanzt

35-mm-Filme wurden zuerst für den Kinofilm entwickelt. Zum Ende der 1920er Jahre dann wurden von Oskar Barnack erste Anwendungen zur fotografischen Nutzung des 35-mm-Materials erarbeitet, aus denen die Leica-M-Serie entstand.
Der 35-mm-Film (Format 135) ist noch heute Standardmaterial in der filmbasierten Fotografie. Diese Filme sind 35 mm breit, daher kann die Formatbezeichnung „135er“ stammen.
Übliche Konfektionierungen sind:
- 135-36 – Standardformat mit 36 Aufnahmen
- 135-27 – drei Bilder mehr als bei der 135-24, verkaufte nur AGFA als Mittel der Verkaufsförderung
- 135-24 – 24 Aufnahmen
- 135-12 – zwölf Aufnahmen

Schwarzweiß-Negativmaterial ist im 35-mm-Format auch als Meterware erhältlich – damit kann man sehr flexibel den Filmbedarf auf unterschiedliche Situationen einstellen.
Einige wenige Kameras konnten Bilder im „Halbformat“ belichten, man erreichte damit die doppelte Bildausbeute, allerdings auch eine wesentlich schlechtere Qualität der Aufnahmen wegen des kleineren Negativformats von nur 17 × 24 mm. Bekannteste Vertreter waren die Yashica Samurai oder die Kameras der PEN-Reihe von Olympus. Halbformatkameras sind heute auf dem Markt praktisch nicht mehr vertreten.

### Andere Formate
Neben dem Standard-Kleinbildfilm mit 35 mm gab es in der Vergangenheit diverse Kassettenfilme, z. B. mit der Bezeichnung „126“ (Kodak-Instamatic mit dem quadratischen Format 28 × 28 mm) oder „110“ (der Pocketfilm im Format 13 × 17 mm) sowie aktuell noch erhältliche Spezialformate für die Großbildfotografie (gängige Formate sind 9 × 12 cm, 13 × 18 cm und 18 × 24 cm) und das Kleinstbild-Filmformat 8 × 11 mm für die Minox-Kameras (siehe Filmtypen).
1996 wurde von den fünf großen Herstellern der Photobranche aus marktstrategischen Gründen das zum 35-mm-Film vergleichsweise etwas kleinere APS-Format herausgebracht, das einige Handhabungsvorteile mit den Filmpatronen verband und neben verschiedenen Formatoptionen eine Magnetcodierung des Filmstreifens mit Datentransfer-Eigenschaften zur Verfügung stellt. Für das APS-Format brachte Nikon sogar eine komplett neu entwickelte SLR-Kamera auf den Markt, die Nikon Pronea. Aber erst 1998 war ein Schwarzweiß-Negativfilm in dem neuen Format erhältlich, wobei die Filmindustrie mit besser gewordenen Emulsionen den Formatnachteil der APS-Filme im Vergleich zum 35-mm-Film sehr schnell kompensierte.

## Spezialfilme

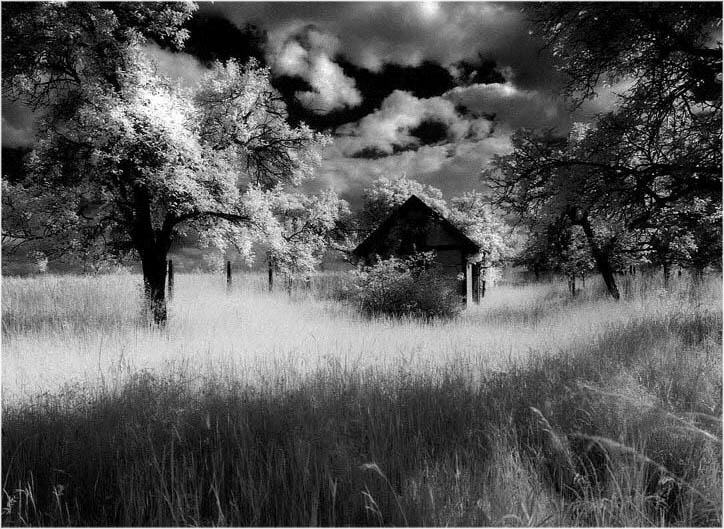
Mit einem IR-Film erzeugtes SW-Bild

In geringem Umfang waren immer spezielle Filme für besondere fotografische Aufgaben auf dem Markt, ein bekannter Vertreter ist der Schwarzweiß-Infrarotfilm. Da dieser durch seine wärmeempfindlichen Sensibilisierungsfarbstoffe sehr instabil ist, sind Lagerung und Transport aufwändig. Belichtet man den Film durch steile Kantenfilter, die das sichtbare Spektrum ausblenden, wird fast ausschließlich der langwellige Infrarotanteil für die Bilderzeugung verwendet. Durch die dabei entstehenden Tonwertverschiebungen entsteht eine typische IR-Verfremdung, die für die eigenartige Bildwirkung verantwortlich ist.

Der bekannteste 35-mm-Schwarzweißfilm mit echter IR-Sensibilisierung und hoher Grundempfindlichkeit war der Kodak HIE, der sogar das für die IR-Fotografie obligatorische Stativ entbehrlich machte: Grobes Silberkorn und deutliche Überstrahlungen durch fehlende Lichthof-Schutzschicht sorgten für die besondere IR-Bildästhetik – mittlerweile wurde die Produktion dieses Materials eingestellt.
Da eine sichere und langfristige digitale Speicherung wertvoller Datenbestände mit erheblichen Problemen verbunden ist, sind nach wie vor hochauflösende, orthochromatisch sensibilisierte SW-Mikrofilme für eine effiziente, verkleinerte Abbildung kostbarer und unersetzlicher Archivdaten von großer Bedeutung. Alle großen Hersteller (Kodak, Agfa-Gevaert, Ilford) liefern aus diesem Grund auch im ‚digitalen Zeitalter‘ weiterhin Mikrofilm-Material in den unterschiedlichsten Konfektionierungen.
An die Schwarzweiß-Verkehrsüberwachungsfilme werden besonders hohe Ansprüche gestellt, da sie der Beweissicherung (Fahrererkennung) auch unter komplizierten Lichtbedingungen dienen. Wegen der Blendgefahr des Autofahrers wird die Aufnahme ausschließlich durch einen Rotfilter mit mittlerer Dichte ‚geblitzt‘, was die Notwendigkeit einer erhöhten Rot-Sensibilisierung im Vergleich zum panchromatischen SW-Normalfilm voraussetzt.
Hoher Belichtungsspielraum, höhere Empfindlichkeit und angemessene Feinkörnigkeit gehören mit zum Anforderungsprofil dieser Filme. Ein Beispiel aus der Reihe derartiger Spezialfilme ist der SFX200 der Firma Ilford, der als Pseudo-Infrarotfilm auch auf dem regulären Filmmarkt erhältlich ist und in der bildmäßigen Fotografie mit interessanten Bildergebnissen verwendet werden kann.
Für die Luftbildfotografie werden heute noch hochspezialisierte Schwarzweiß-Bilderfassungsfilme produziert, die vorwiegend in den Bereichen Kartografie, Vermessung, Hydrologie und militärischer Aufklärung Verwendung finden. Ähnlich wie die Verkehrsüberwachungsfilme sind diese Materialien panchromatisch (mit erweitertem Rotbereich) sensibilisiert.
Strichfilme bzw. Lithfilme sind besonders steil reagierende fotochemische Filmmaterialien, die im Zusammenwirken mit Lithentwicklern halbtonlose Schwarzweiß-Bildpartien ohne Grauwertabstufungen liefern; sie finden vorwiegend in der Druck- und Reprotechnik Verwendung.

## Schwarzweißsensitometrie
Die Sensitometrie ist eine zentrale Forschungsdisziplin in der SW-Fotografie, da sie als Forschungsgegenstand die Wechselwirkungen von Licht und fotografischer Emulsion qualitativ und quantitativ beschreibt und dem ambitionierten Fotografen Prognosen über das Reaktionsverhalten eines Filmmaterials in einer konkreten Bildsituation ermöglicht.

Die bildentscheidenden Eigenschaften einer fotografischen Schwarzweißschicht sind ihre Allgemeinempfindlichkeit und ihre Spektralempfindlichkeit. Die Spektralempfindlichkeit (Farbempfindlichkeit) hat das Ziel, das fotografische Material für diejenigen Lichtfarben zu sensibilisieren, die außerhalb ihres eigenen Absorptionsgebietes liegen.
In der Farbempfindlichkeit unterscheidet man zwischen folgenden Emulsionstypen:
- Unsensibilisierte Materialien sind reine Silberbromidschichten, die lediglich auf UV, Blau und Blaugrün ansprechen.
- Orthochromatische Materialien sind rotblind; ihre Sensibilisierung endet bei ca. 600 nm Wellenlänge (etwa Lichtfarbe Orange).
- Panchromatische Materialien sind für alle sichtbaren Farben sensibilisiert.
- Superpanchromatische Materialien haben eine besonders ausgeprägte Vorliebe für Rot, das im Vergleich zur Grundfarbe Grün zu hell wiedergegeben wird.

Bei nahezu allen modernen panchromatischen Schwarzweißfilmen ist die Wiedergabe der Helligkeitswerte den vom Auge empfundenen Helligkeiten weitgehend angeglichen – lediglich die Blauwiedergabe ist bei allen Fabrikaten meist zu hell. Trotzdem gehören subtil differenzierte und charakteristische Unterschiede in den Grauwertnuancen der Filme unterschiedlicher Filmhersteller zu den exklusiven Besonderheiten der filmbasierten Schwarzweißfotografie, die sich auf digitalem Weg nur sehr unvollkommen kopieren lassen.

## Filmkorn

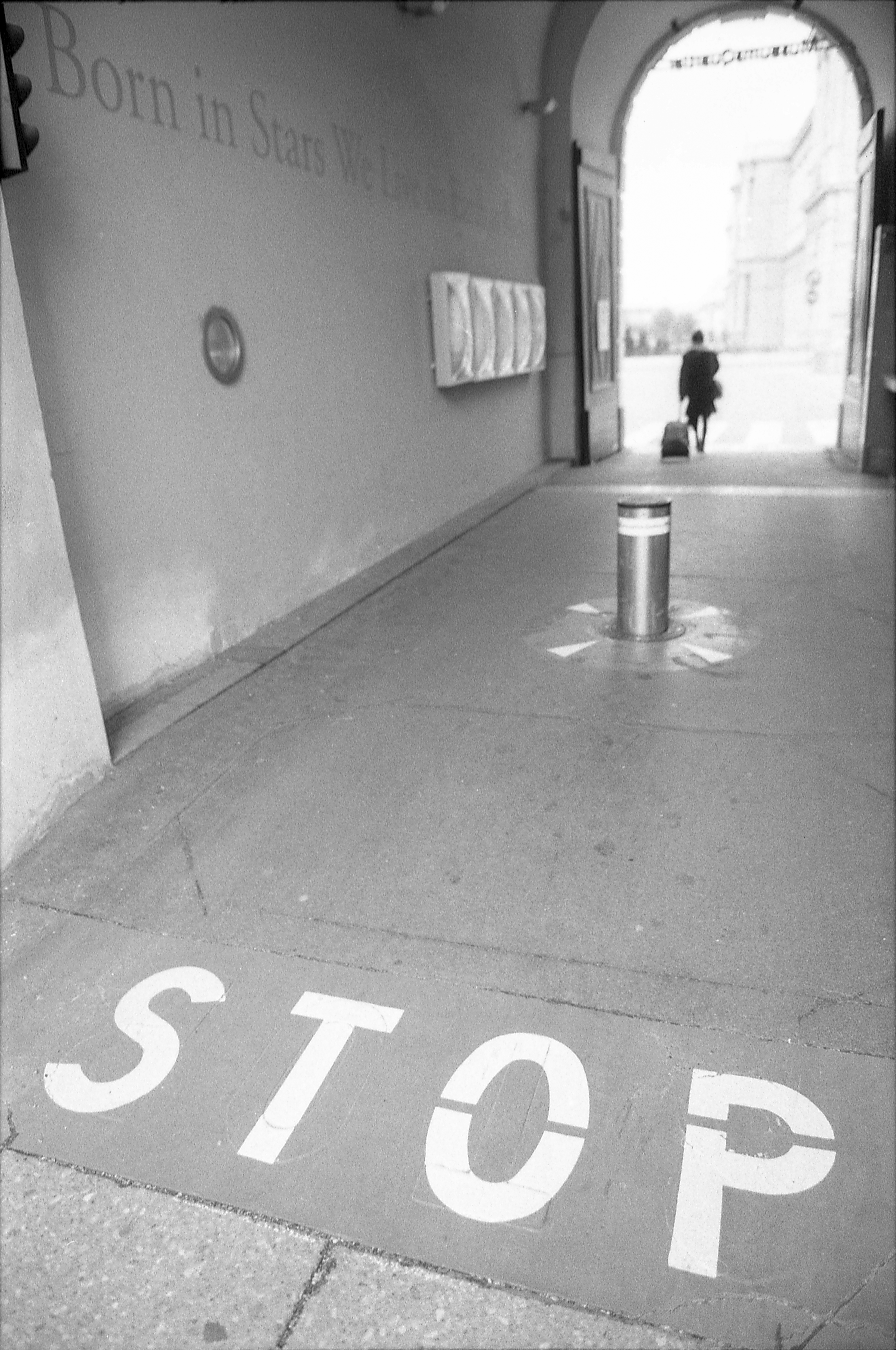
Schwarzweißaufnahme mit einem Film ISO 100, bei hochauflösenden Scan ist auch hier Filmkorn erkennbar

Die Größe der für die Körnigkeit verantwortlichen Silberhalogenid-Kristalle beträgt ungefähr 0,1 bis 2 Mikrometer. Filmmaterial mit geringer Empfindlichkeit hat im Normalfall eine dünne fotografische Schicht und zudem relativ kleine, gleichmäßige Kristallstrukturen – hochempfindliches Schwarzweißmaterial besteht immer aus mehreren übereinanderliegenden Einzelschichten, deren lichtempfindliche Kristalle wesentlich größer sind und die überdies eine unregelmäßige Größenverteilung aufweisen. Dringt das Licht durch diese Kornlagen, wird es nach allen Richtungen gestreut, gleichmäßig geschwärzte Negativpartien besitzen deshalb eine mehr oder weniger ungleichmäßig wirkende Körnigkeit, die in ihrem Ausmaß gezielt als fotografisches Gestaltungsmittel gesteuert werden kann.

## Bildbeeinflussungsmöglichkeiten
Im Vergleich mit der digitalen Fotografie sind die technischen Einflussmöglichkeiten des Fotografen auf das fertige Bildresultat nur sehr begrenzt – getroffene Entscheidungen im Bildentstehungsprozess sind im Negativ-Positiv-Verfahren kaum, in der Schwarzweiß-Diafotografie mit Umkehrfilm gar nicht korrigierbar. Ein planmäßiger, wirkungsvoller Einsatz der verfügbaren Einflussfaktoren setzt bei entsprechend hohen Ansprüchen fundierte Kenntnisse ihrer Möglichkeiten und ihrer Grenzen voraus, aber gleichermaßen auch technisches und handwerkliches Können sowie visuelles Einfühlungsvermögen und spezielles fotografisches Sehen.

### Bildbeeinflussung beim Aufnahmevorgang

#### Filmwahl

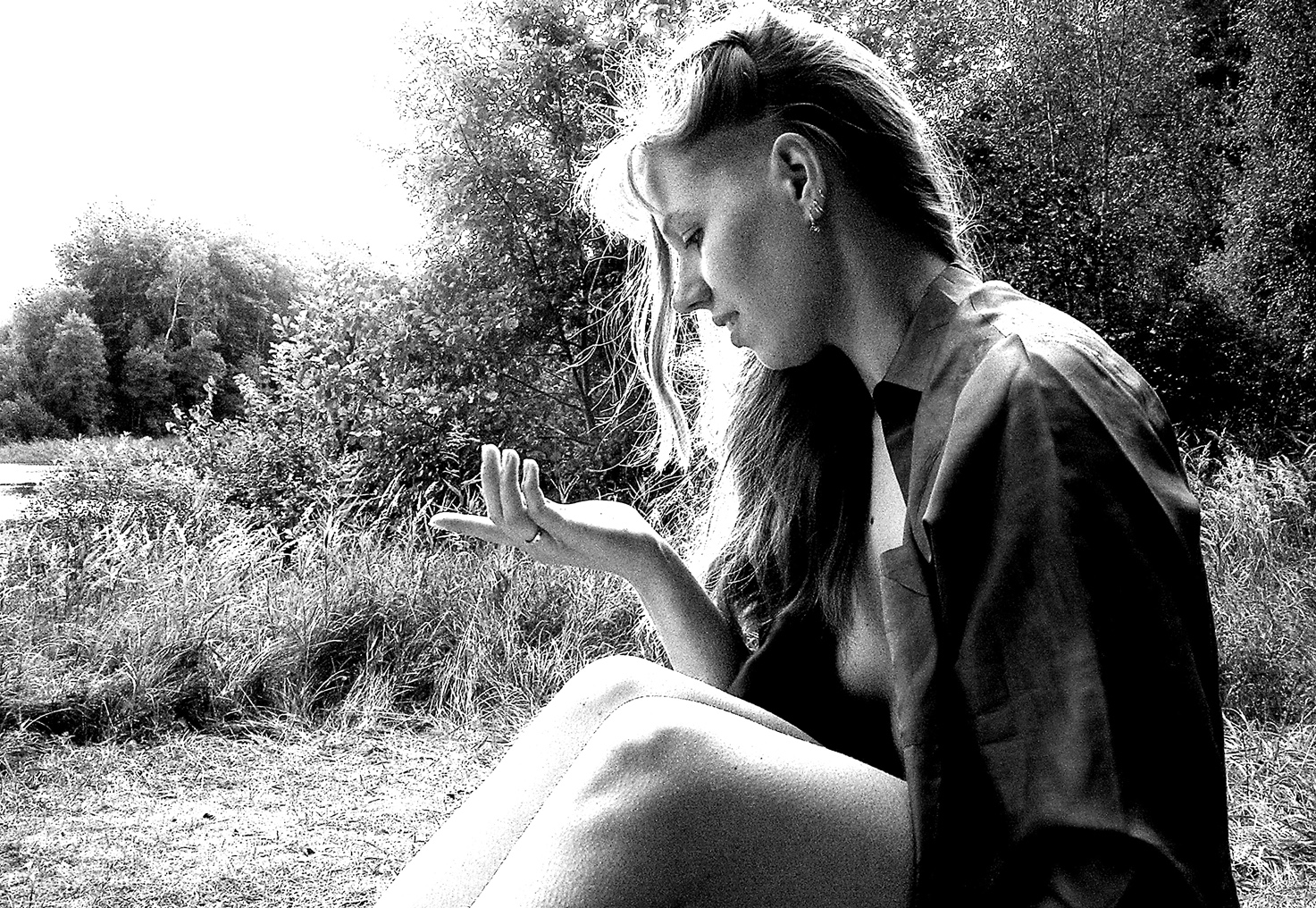
Darstellung von Filmkorn ISO 1600

Die Wahl eines geeigneten Films, dessen sensitometrische Eigenschaften zusammen mit einer angemessenen typ- und motivgerechten Entwicklung ist in der Schwarzweißfotografie ein zentrales Gestaltungsmittel. Hochempfindliche Filme zeigen ein eher deutliches Filmkorn und eine flache Gradation mit sehr differenzierten Grauwerten, niedrigempfindliche Filme verhalten sich hier genau umgekehrt – besonders die Kornstruktur des Films lässt sich bei geeigneten Motiven planmäßig in Richtung einer interessanten Bildwirkung beeinflussen.

#### Lichtsteuerung mit Objektivfiltern
Die Intensität und spektrale Zusammensetzung des Lichts (Lichtfarbe) einer fotografischen Situation entscheidet letztlich über das Ausmaß der Schwärzungsverteilung auf einer fotografischen Schicht. Mithilfe verschiedener Filtertypen im Strahlengang des abbildenden Objektivs der Kamera lässt sich die Lichtwirkung steuern.

##### Farbfilter

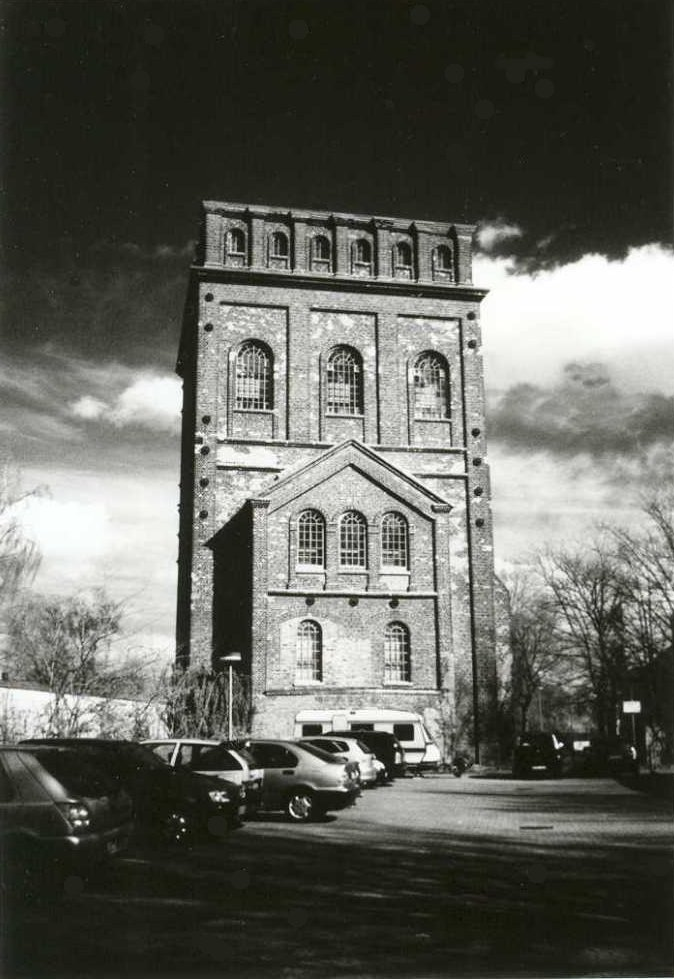
Schwarzweißfotografie mit Rotfilter vor dem Objektiv

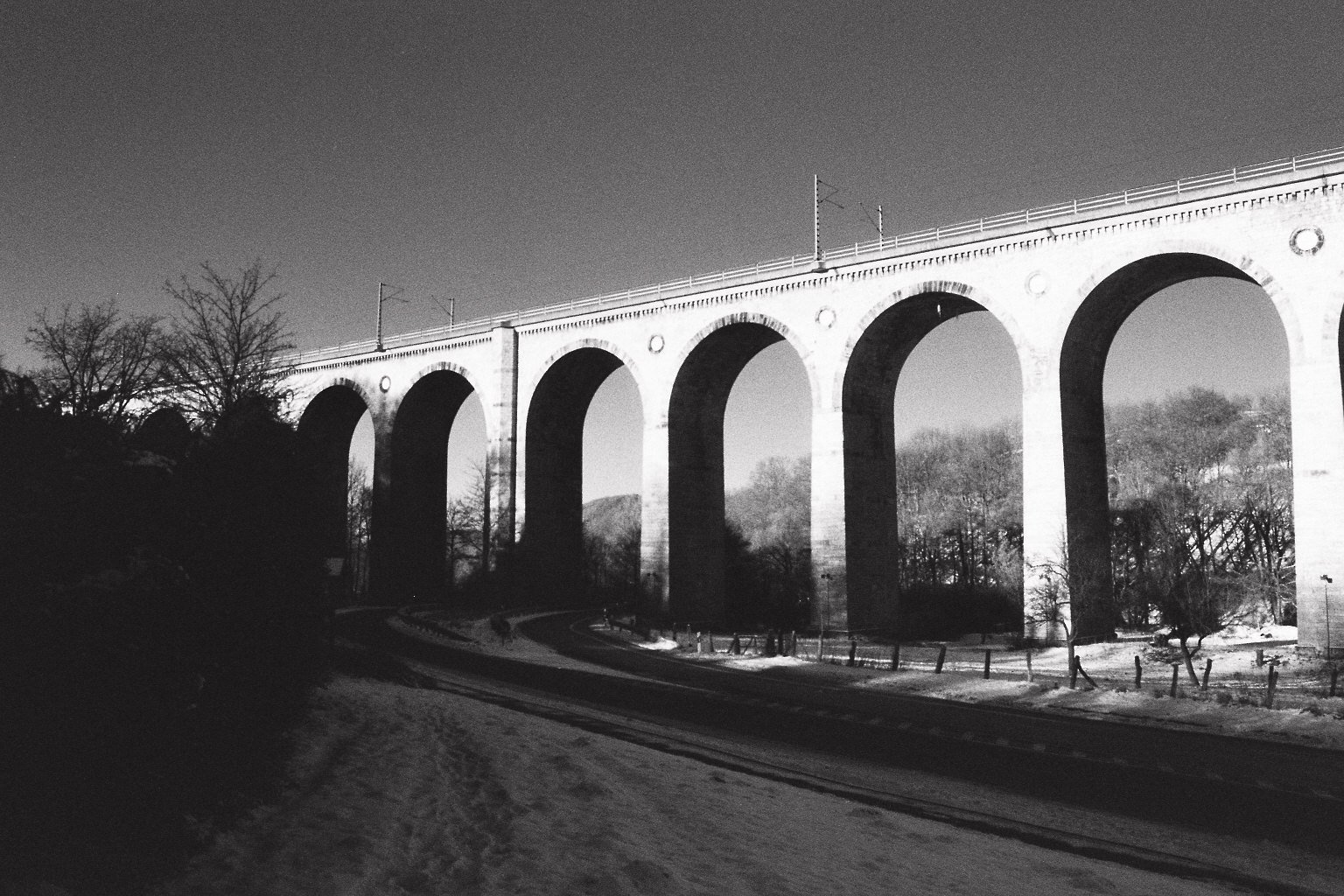
Ein weiteres Beispiel

Eine präzise Grauwertsteuerung lässt sich in der filmbasierten Schwarzweiß-Fotografie nur vor der eigentlichen Filmbelichtung vornehmen, im Gegensatz zu den hochdiffernzierten Manipulationsoptionen der digitalen Bildbearbeitung ist eine nachträgliche Korrektur im analogen Positivprozess nur in äußerst begrenztem Umfang durchführbar. Durch Verwendung von monochromen farbigen Filterscheiben in unterschiedlichen Filterdichten vor dem Aufnahmeobjektiv werden dabei gezielt Bereiche des sichtbaren Lichts herausgefiltert, was im Resultat zu einer veränderten Schwärzungsverteilung auf dem belichteten Film führt, die im Positivprozess eine veränderte Grautonwiedergabe zur Folge hat.
Voraussetzung für das Gelingen einer planmäßigen Steuerung der Schwärzungsverteilung auf dem Film sind genaue Kenntnisse zum Absorptionsverhalten der verwendeten Farbfilter, zur Lichtfarbensituation von Umgebungslicht und reflektiertem Objektlicht beim Fotografieren und zum Reaktionsverhalten (Sensibilisierung) des verwendeten Negativ- und Positivmaterials.
Prinzipiell lassen Filter ihre Eigenfarbe ungehindert passieren, die Komplementärfarbe wird je nach Filterdichte entsprechend mehr oder weniger gesperrt – d. h. im fertigen Positiv sind die Partien in der Eigenfarbe des verwendeten Tonwertfilters im Grauwert heller, die Partien der Komplementärfarben im Grauwert dunkler als ohne den Farbfilter, hierzu einige markante Beispiele:
- Gelb: dunkelt einen blauen Himmel ab und verstärkt den Kontrast der Wolken.
- Grün: differenziert die in der Natur vorhandenen Grüntöne sehr stark, rote Töne (Lippen beim menschlichen Porträt) werden abgedunkelt.
- Rot: Eine Landschaft im Sonnenschein wirkt durch die starke Sperrwirkung des roten Glases wie vom Vollmond beleuchtet. Eventuell vorhandener atmosphärischer Dunst wird stark unterdrückt. Blauer Himmel wird wesentlich dunkler, Wolken erscheinen (meist) deutlicher als in Wirklichkeit. Hauttöne wirken wächsern, Hautunreinheiten werden unterdrückt, aber auch rote Lippen werden stark aufgehellt und gleichen sich heller Haut an.

Daneben gibt es auch noch eine Vielzahl anderer Filterfarben wie gelb-grüne und orange Filtergläser, mit denen die oben beschriebenen Effekte kombiniert oder auch abgeschwächt werden können. Dagegen hat die Verwendung blauer Filtergläser in der Schwarzweißfotografie kaum eine Bedeutung.

##### UV-Filter
UV-Filter, eigentlich UV-Sperrfilter, sind farblose oder schwach gelblich eingefärbte Filter, die vor allem im Winter und im Hochgebirge hohe Anteile überbelichtenden UV-Lichtes vom Film fernhalten sollen. Etwas stärkere Wirkung als UV-Filter haben so genannte Skylightfilter, die jedoch die Farbtemperatur ändern.

##### Polarisationsfilter

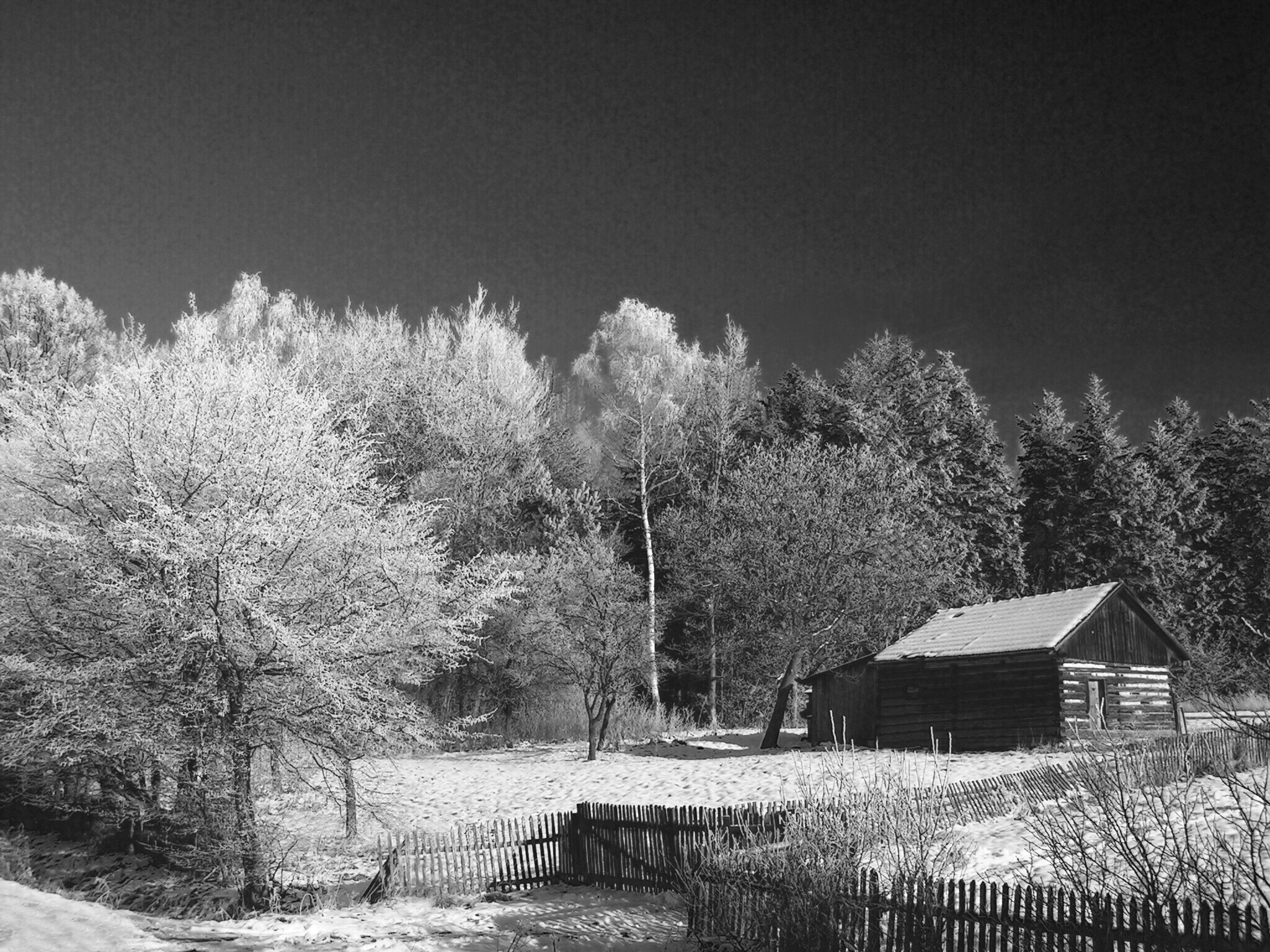
Monochrome Fotografie mit Rot- und Polarisationsfilter.

Polarisationsfilter nehmen Einfluss auf die Schwingungsebene der Lichtwellen. Man unterscheidet lineare Polfilter und Zirkular-Polfilter. Der lineare Polfilter kann bei vielen modernen Spiegelreflexkameras nicht verwendet werden, da er die Werte für die Belichtungsmessung und Autofokus verfälscht.
Polarisationsfilter ermöglichen das Entfernen ungewünschter nichtmetallischer Spiegelungen sowie unter Umständen eine deutliche Kontrasterhöhung. Blauer Himmel ist, je nach Blickrichtung, mehr oder weniger stark polarisiert. Mit einem Polfilter kann dieser abgedunkelt werden, so dass sich Wolken stark abheben. Ein Polfilter hat ähnlich einem Graufilter immer auch lichtdämpfenden Einfluss, da das Umgebungslicht in aller Regel nicht polarisiert ist, jedoch nur die Wellen der „richtigen“ Ausrichtung ein Polfilter passieren können, und damit nur ein Anteil des verfügbaren Lichtes auf den Film gelangt. Je nach Motiv und Drehwinkel ist etwa eine zwei- bis vierfache Verlängerung der Belichtungszeit erforderlich. Die Wirkung eines Polfilters sieht man bereits, wenn man nur den Filter vor dem Auge dreht.

##### Neutraldichtefilter
Neutraldichtefilter – auch Graufilter genannt – reduzieren den Lichtdurchgang, ohne dabei die Lichtfarbe zu verändern. Sie sind daher auch in der Farbfotografie verwendbar. Die Filter ermöglichen durch ihre Lichtdämpfung die Verwendung längerer Belichtungszeiten oder größerer Blendenöffnungen. Dadurch können absichtlich geplante Bewegungsunschärfen oder geringe Schärfentiefen umgesetzt werden. Oft wird diese Technik bei Aufnahmen von Fließgewässern oder ‚Wasserspielen‘ angewandt.
Da die meisten Spiegellinsenobjektive keine verstellbare Blende aufweisen, sind dort Neutraldichtefilter die einzige Möglichkeit, die eintretende Lichtmenge zu reduzieren.

##### Effektfilter
An Effektfiltern ist auch in der Schwarzweißfotografie vielerlei einsetzbar, in der Dosierung sind sie aber ganz besonders auf einen sicheren Geschmack des Fotografen angewiesen: angefangen von Unschärfe- oder Weichzeichner-Vorsatzscheiben über Stern-Effekte (Vierfach-, Sechsfach-, Achtfach-Lichtsterne) bis hin zu prismatischen Effekten lassen sich die vielfältigsten Effekte erzeugen.

### Bildbeeinflussung in der Laborpraxis

#### Filmentwicklung

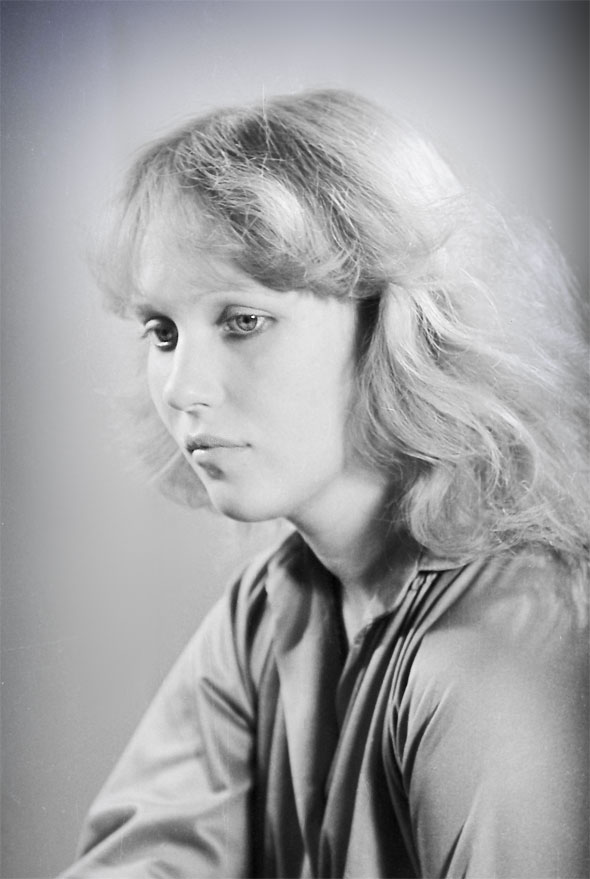
Ausgleichsentwicklung durch 2,5-fache Verdünnung und 3-fache Verlängerung der Zeit

Eine typgerechte und zielgerichtete Entwicklung des belichteten Schwarzweißfilms ist ein grundlegender Qualitätsparameter für das angestrebte Bildresultat.
Dabei kommt in der Laborpraxis der planmäßigen Kontraststeuerung über die Entwicklungstechnik eine ganz besondere Bedeutung zu, wobei hauptsächlich die Entwicklungszeit als Steuerparameter angewendet wird:
prinzipiell erhöht eine Verlängerung der Entwicklungszeit den Negativkontrast, eine Verkürzung der Entwicklungszeit führt im Resultat zu einer Verringerung des Kontrasts.
Grundsätzlich ist das Kontrastverhalten eines Negativs abhängig von den sensitometrischen Filmeigenschaften, dem Helligkeitsumfang (dem Kontrast) des Objekts der Aufnahme, der Belichtung und der Entwicklung des Films.
Durch eine so genannte Ausgleichsentwicklung wird die Entwickleraktivität durch die Verdünnung gesteuert und bei stark verlängerter Entwicklungszeit ein ausgeglicheneres Negativ erzeugt, bei dem der Bildaufbau von den Schatten her erfolgt. Erst mit stark verlängerter Entwicklungszeit nimmt die Dichte der Lichter zu. Da bei einer Verdünnung der Entwicklerlösung ein dem Schwarzschildeffekt ähnlicher Verlängerungsfaktor beachtet werden muss, ist der Verdünnungsfaktor immer etwas kleiner als die Verlängerung der Entwicklungszeit. Besonders geeignet für eine kontrastausgleichende Entwicklung sind 2-Stufen-Entwickler, bei denen die erste Stufe die eigentlichen Entwicklersubstanzen enthält, die zweite Stufe die notwendigen Alkalien und stabilisierende Zusätze.

#### Positivprozess
In einem zweiten Licht-Durchgang entsteht aus dem entwickelten Durchsicht-Negativ mithilfe eines Kontaktrahmens oder eines Vergrößerungsgeräts auf einem Fotopapier ein latent belichtetes positives Aufsichtbild, das zur Sichtbarmachung ebenfalls erst entwickelt und fixiert werden muss. Die wesentlichen Einflussmöglichkeiten auf das Bildergebnis sind im Folgenden skizziert.

##### Manipulationen der Papierbelichtung
Die höchst unterschiedliche Schwärzungsverteilung eines hochdifferenzierten Schwarzweißnegativs ist nur äußerst selten mit einer einzigen Belichtungsdosis in ein wirkungsvolles Aufsichtpositiv zu verwandeln – im Gegensatz zur Herstellung einer positiven Kontaktkopie lässt sich die für die Schwärzungsintensität verantwortliche Lichtmenge bei Verwendung eines Vergrößerungsgeräts durchaus mithilfe besonderer Verfahren in einzelnen Bildpartien differenziert dosieren. Hierzu zählen insbesondere die Techniken der ‚Lichtretusche‘ wie das partielle Nachbelichten oder Abwedeln.
Das Abwedeln oder Nachbelichten geschieht mit Schablonen oder den Händen im Lichtkegel des Vergrößerungsgeräts – zur Vermeidung deutlich sichtbarer Schwärzungsübergänge müssen die schattenerzeugenden Wedelwerkzeuge ständig leicht bewegt werden. Bei entsprechendem Training und dem notwendigen Geschick entstehen damit in den unterschiedlichen Schwärzungszonen des fertigen Aufsichtbilds unmerklich fließende Übergänge.

##### Lith-Printing
Beim Lith-Printing-Verfahren – nicht mit der Lith-Entwicklung von Schwarzweißfilmmaterial zu verwechseln – handelt es sich um eine äußerst wirkungsvolle Schwarzweiß-Positiv-Labortechnik, die mit herkömmlichen grafischen Hochkontrast Lith-Positiventwicklern in extrem starker Verdünnung arbeitet, besonders hochsilberhaltige Chlor- bzw. Bromsilber-Fotopapiere ohne eingelagerte Entwicklersubstanzen erfordert und im Ergebnis hochinteressante, monochrome Bildstrukturen produziert.
In einem als infektiöse Entwicklung bezeichneten Prozess erzeugt der durch die hohe Verdünnung anfänglich stark gebremste Positiventwickler zusammen mit einer gezielten Überbelichtung und Teilentwicklung des Fotopapiers – ohne zusätzliche Labormanipulationen wie etwa die nachträglichen Tonungsverfahren – einfarbige Bildtöne, die in Abhängigkeit von diversen Laborparametern und der gezielten Auswahl eines geeigneten Fotopapiers einen weiten Farbspielraum von etwa Mittelbraun bis hin zu zartem Ockergelb umfasst. Dabei entsteht eine völlig andere Interpretation eines normalen Schwarzweißnegativs; gelithete Vergrößerungen sind fotografische Bilder mit ganz eigentümlich nuancierten, monochromen Farbreizen, mit satten, körnigen Schwärzen und feinst modulierten Lichtern bei eher wenig ausgeprägten Mitteltönen.

##### Tonungsverfahren

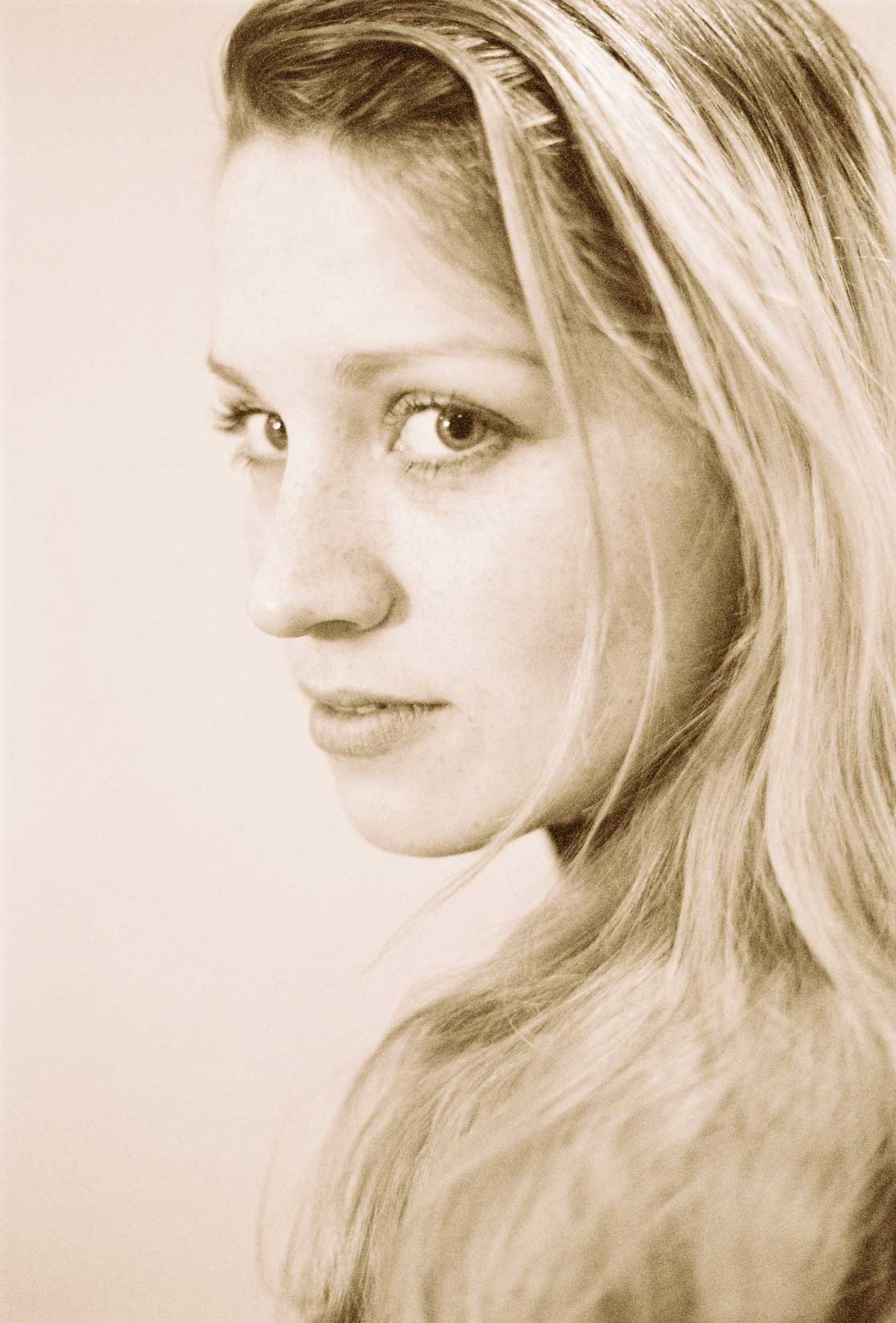
Simulation einer Brauntonung

Mit den klassischen Tonungsverfahren lässt sich eine monochrome Einfärbung der Bildsubstanz fertiger Bilder erreichen. Durch nasschemische Nachbehandlung mit verschiedenen Metallsalz-Lösungen verändert sich das normalerweise schwarze Bildsilber und bildet farbige Verbindungen, wobei sich jeweils unterschiedliche Bildwirkungen ergeben.
Die einfachste Brauntonmanipulation ist keine eigentliche Tonung: Sie ist eher eine Einfärbung des Bildträgers eines fertigen Schwarzweißabzugs mit den stabilen Farbstoffpartikeln von schwarzem Tee, wobei das schwarze Silberbild unverändert erhalten bleibt.
Das Bildbeispiel ist ein originales Schwarzweißfoto, die Brauntonmanipulation entstand am Computer und stellt in etwa den Effekt dar, den man auch in der Dunkelkammer erreichen kann. Je nach dem gerade vorherrschenden Zeitgeschmack wurden sie in der Geschichte der Fotografie mehr oder weniger häufig angewendet.

### Retusche
Bedingt durch den störempfindlichen Verarbeitungsprozess lassen sich fehlerhafte Bildstellen im fertigen Bildresultat oft nicht vermeiden – wertvolle und aufwändig hergestellte fotografische Bilder werden deshalb häufig einer Retusche unterzogen.
Kratzer durch mechanisch beschädigte Negative sowie Staubpartikel beim Vergrößern verursachen im fertigen Abzug dunkle bzw. helle Störstellen, die durch handwerklich komplizierte Retuschearbeiten nahezu unsichtbar gemacht werden können.
Die hierbei auftretenden Forderungen an eine qualifizierte Retusche setzen grundlegende Kenntnisse, geeignete Retuschierhilfen sowie eine gehörige Portion Geschicklichkeit voraus: Die zu retuschierenden Areale sind einerseits in ihrem Bildton und in ihrer Oberflächenwirkung dem verwendeten Fotopapier anzupassen, andererseits in ihrem Grauwert ihrer tonalen Umgebung einzufügen.

## Digitale Schwarzweißfotografie

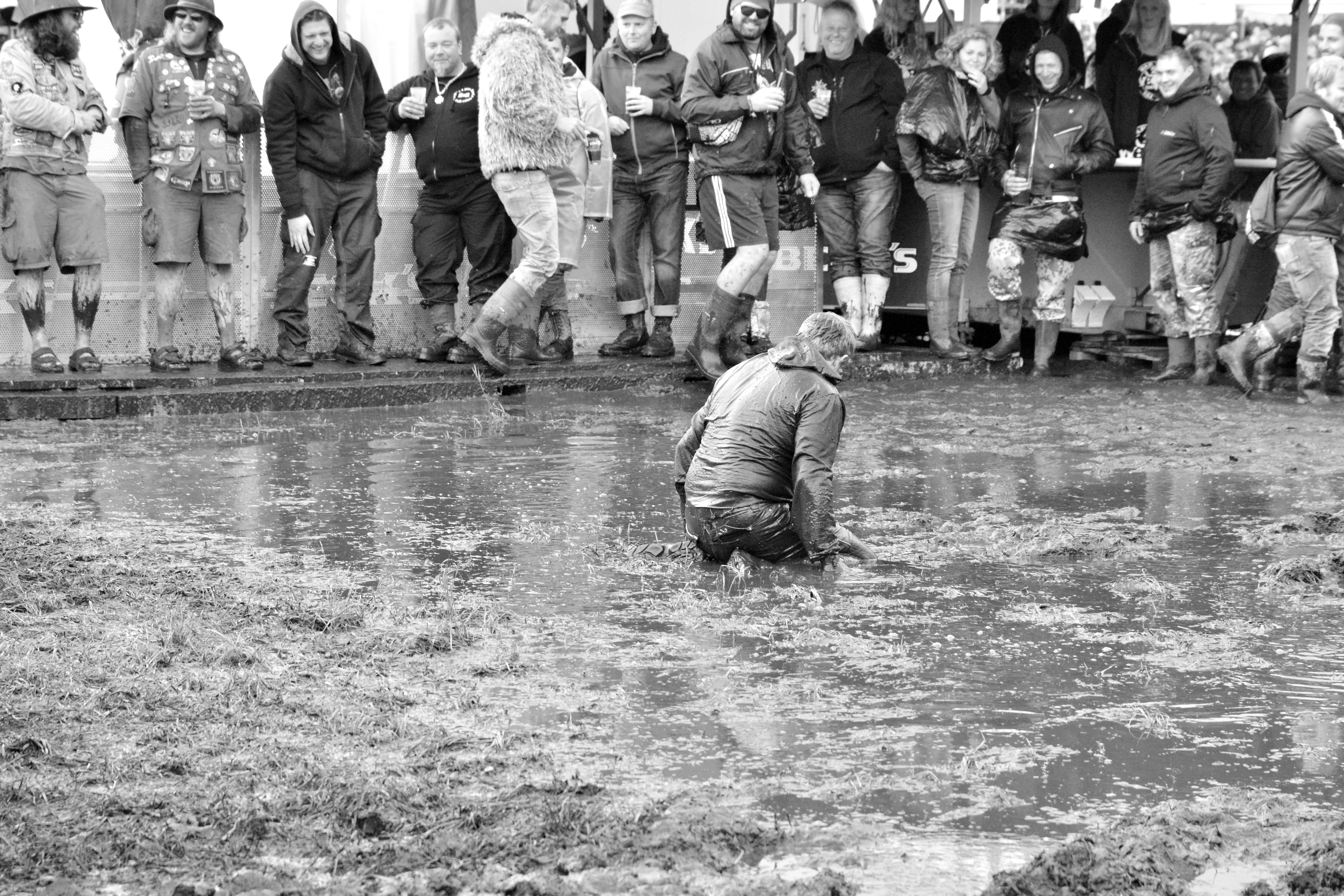
Schwarzweißfotografie vom Wacken Open Air 2015, aufgenommen mit einer Nikon D7100

Digitale Kameras, die speziell für die Schwarzweißfotografie hergestellt werden, sind fast ausschließlich für die Fernerkundung bestimmt. Dabei ist der Tonwertumfang (die Anzahl unterschiedlicher Grautöne) wichtiger als ein farbiges Bild. In der Satellitenmeteorologie und -geologie werden häufig Satellitenbilder verschiedener Kanäle „eingefärbt“ und kombiniert. Dabei entstehen farbige RGB-Bilder, welche die Bildinterpretation erleichtern.

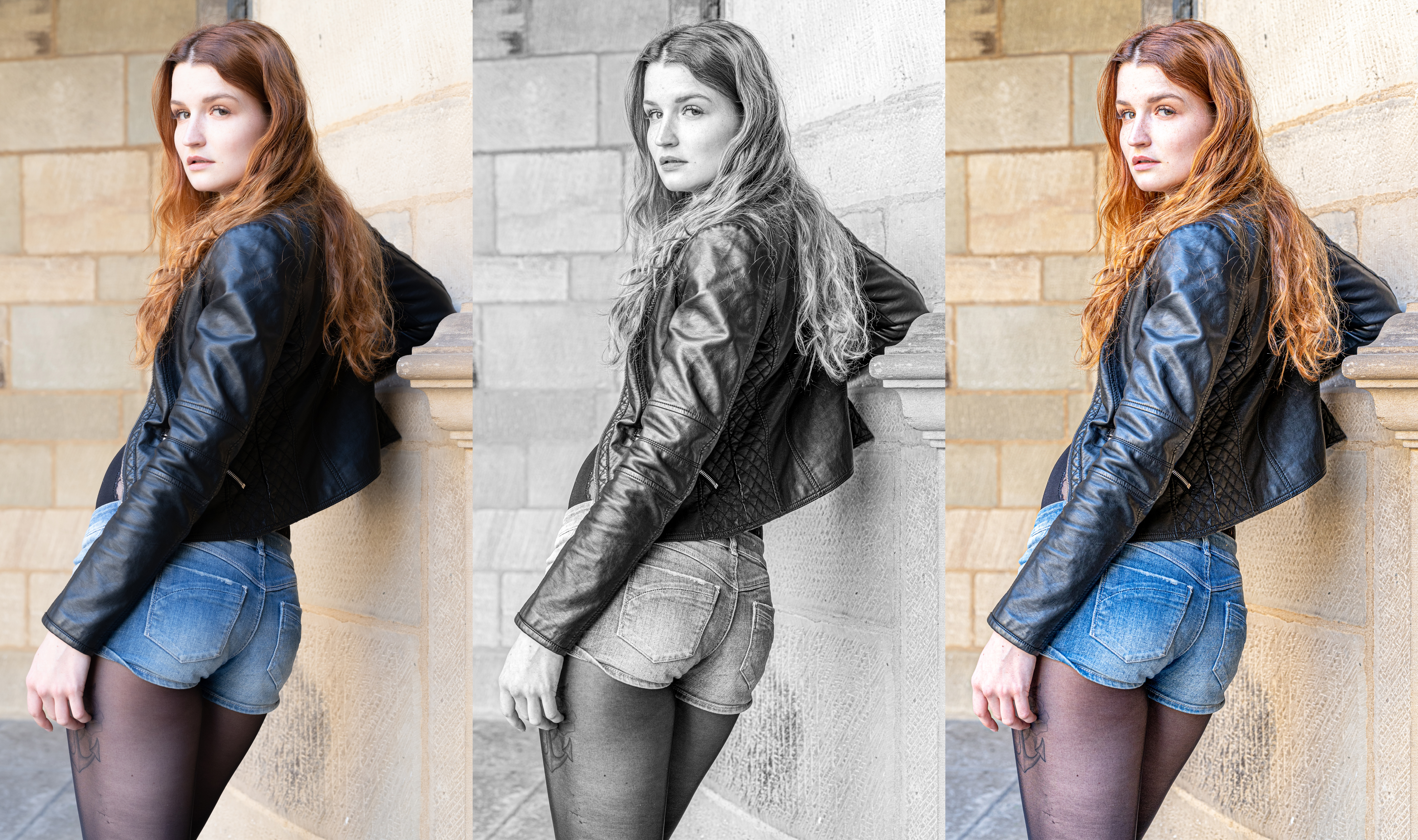
Schwarzweißumwandlung einer RAW-Datei, um die Details herauszuarbeiten, ohne zu unnatürlich zu wirken. Normale Farbversion links. Fertiges Schwarzweiß in der Mitte. Rechts selbiges Bild ohne Entsättigung

Viele handelsübliche digitale Kameras unterstützen Modi, bei denen die Bilder in Graustufen oder unterschiedlichen monochromen Darstellungen gespeichert werden. Meist ist jedoch eine nachträgliche Umwandlung von Farbbildern in Schwarzweißbilder vorzuziehen, da automatische Konvertierungen wie das einfache Umwandeln in Graustufen selten optimal arbeiten. Bessere Ergebnisse erreicht man mit manuellen Verfahren über Kanalmixer, mit denen man den Anteil der roten, grünen und blauen Kanäle exakt beeinflussen kann. Das Nachempfinden der Eigenschaften orthochromatischer oder orthopanchromatischer Schwarzweißfilme mittels digitaler Bildbearbeitung ist nur bedingt möglich.
Eine Ausnahme bietet im Bereich der digitalen Mittelformatfotografie das digitale Rückteil Achromatic der Firma Phase One. Dieses Rückteil basiert auf dem farbempfindlichen Modell P45+, ist jedoch um den Bayer- sowie den IR-Sperrfilter reduziert. Das Achromatic ist damit besonders für IR-, Schwarz-Weiß- und Industriefotografie geeignet.
Seit Mai 2012 hat auch Leica eine reine Schwarzweiß-Kleinbildkamera im Programm, die Leica M Monochrom.
Bilder, die überwiegend in Schwarzweiß gehalten sind und etwas Farbe enthalten, nennt man umgangssprachlich Colorkey, das Verfahren selbst nennt man Keying. Mit der weiten Verbreitung der digitalen Bildbearbeitung ist es sehr einfach geworden, Schwarzweißfotos mit Farbelementen zu produzieren. Dabei bleibt ein Teil des Bildes, das von Farbe in Schwarzweiß umgewandelt wird, farbig. Auch das nachträgliche Färben von Schwarzweißfotos ist mit digitaler Bildbearbeitung wesentlich einfacher als das aufwändige Tonen von fotochemischen Fotopapieren im Positivlabor.